# Adlerstjerna
Adlerstjerna var en finsk adlig släkt vilken utslocknade 1950.
Presidenten i Vasa hovrätt Carl Adam Avellan adlades i Finland 1834 med namnet Adlerstjerna.